# Adam Ballenstedt

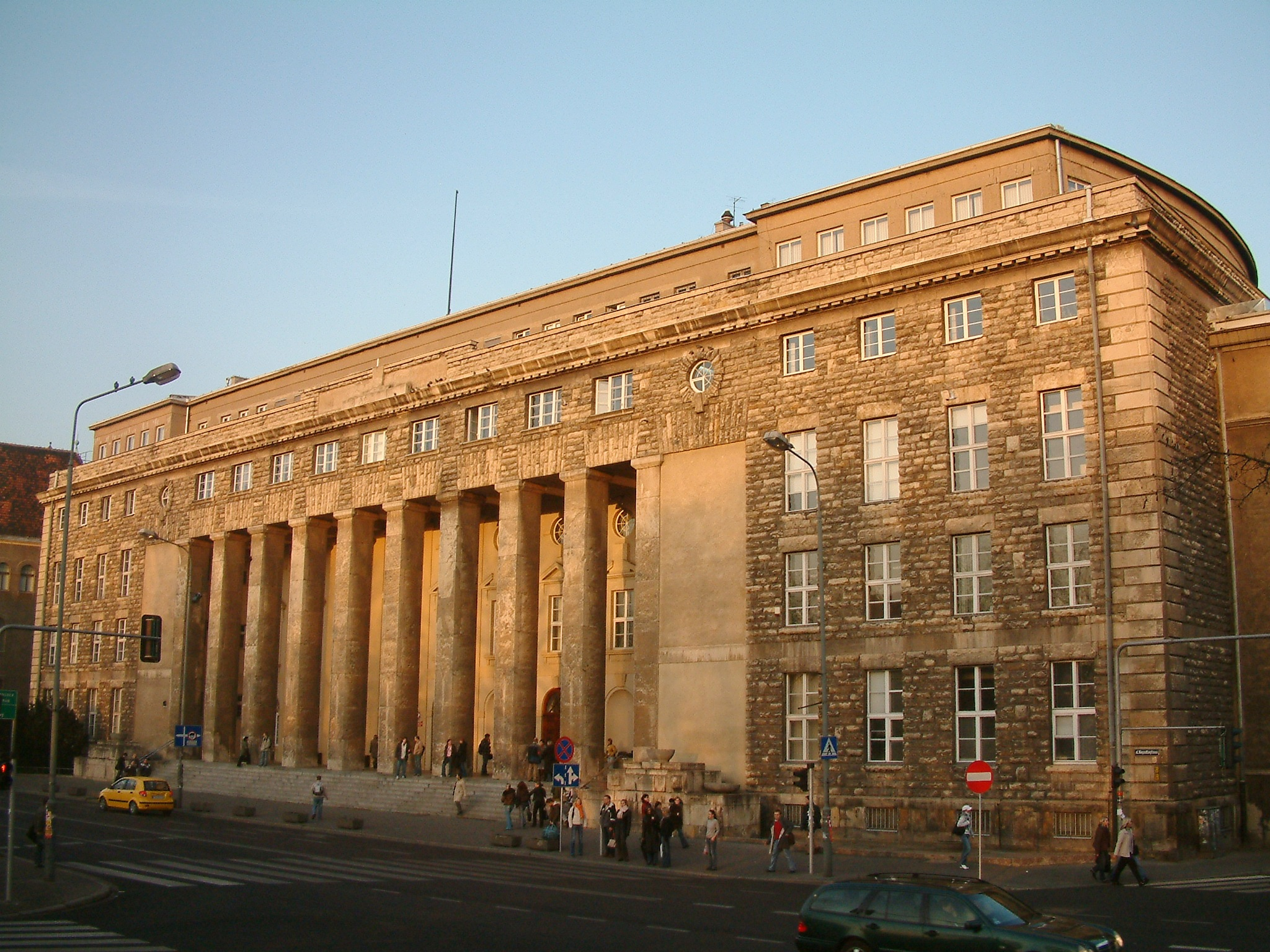
Budynek Uniwersytetu Ekonomicznego zaprojektowany przez Adama Ballenstedta jest jedną z najciekawszych realizacji z okresu międzywojennego w Poznaniu

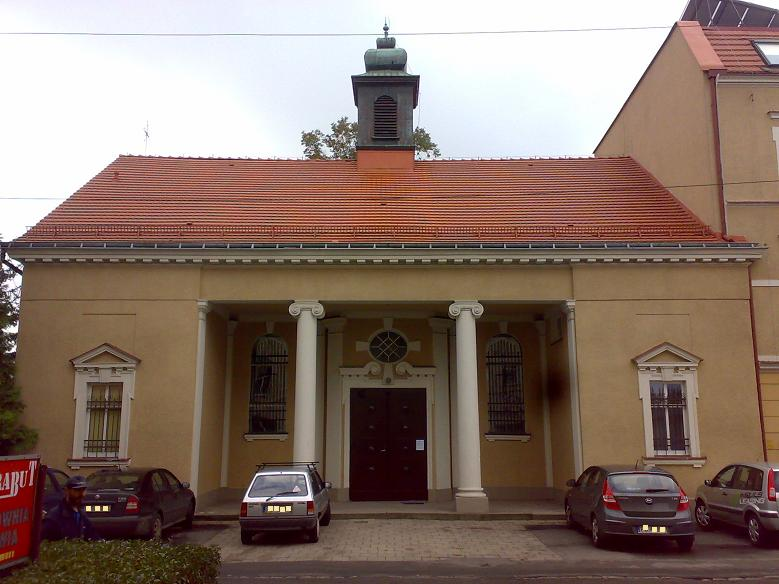
Kaplica przy Zakładzie św. Łazarza w Poznaniu

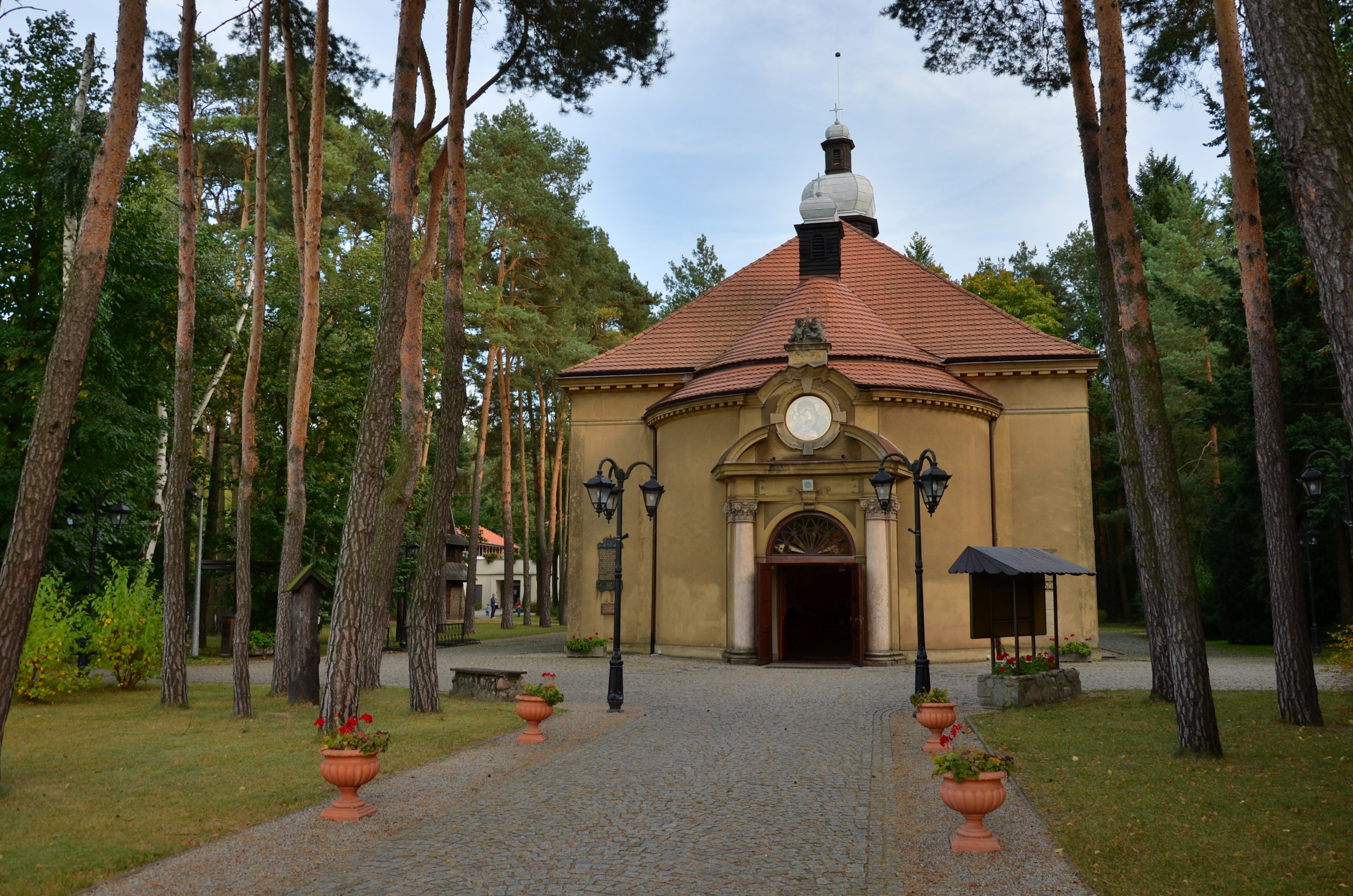
Kościół pw. Matki Boskiej Wniebowziętej, zaprojektowany przez Adama Ballenstedta

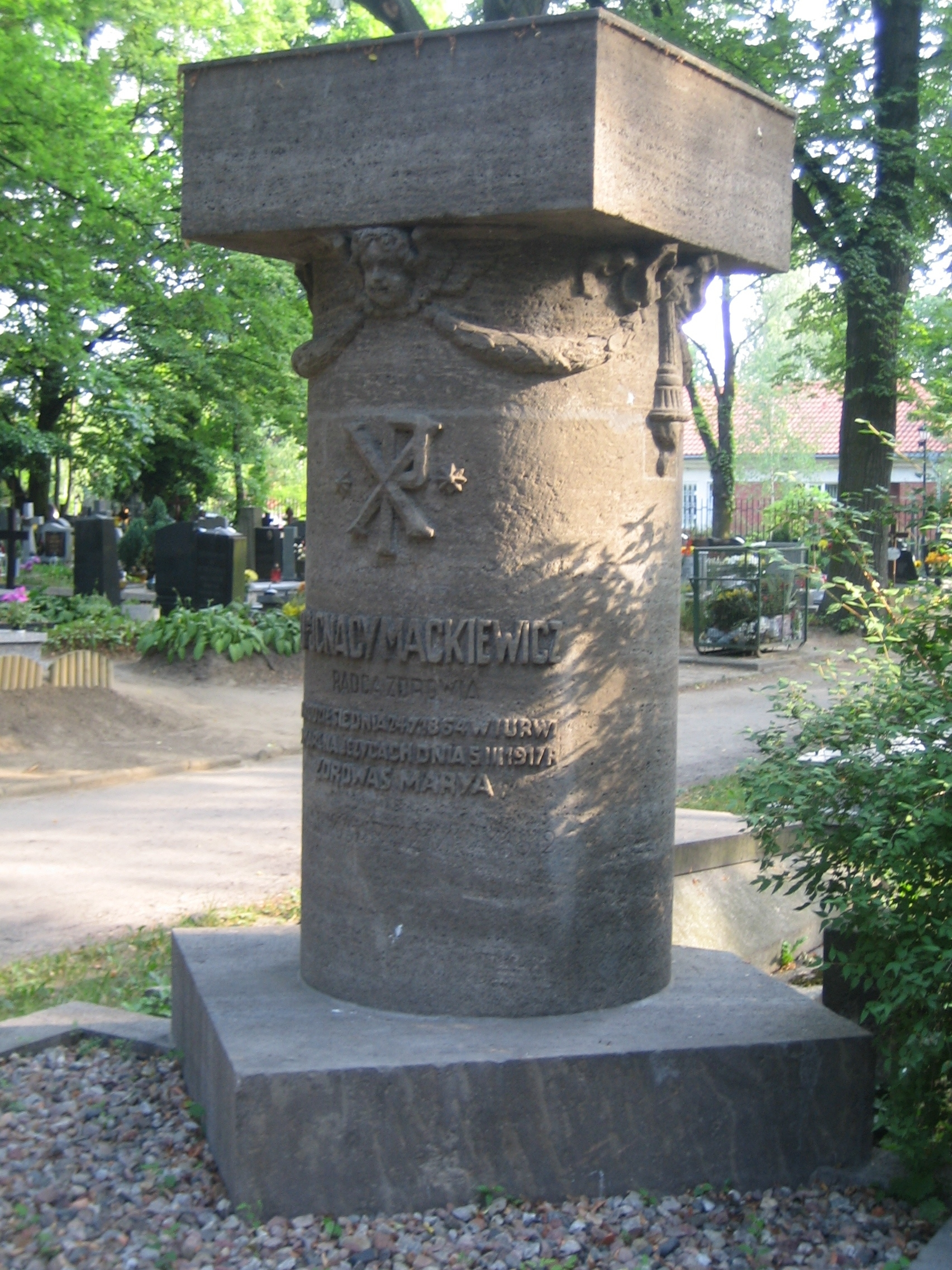
Zaprojektowany przez Adama Ballenstedta nagrobek Ignacego Mackiewicza na cmentarzu jeżyckim w Poznaniu

Adam Ballenstedt (ur. 1 października 1880 w Poznaniu, zm. 9 czerwca 1942 w Krakowie) – polski architekt, działacz społeczny.

## Życiorys
Urodził się w Poznaniu jako syn Bolesława i Anieli z Ławickich. Ojciec był budowniczym. Był bratem Lucjana. Po ukończeniu gimnazjum w Poznaniu studiował w latach 1901–1903, architekturę na Wyższej Szkole Technicznej w Charlottenburgu, a następnie w Karlsruhe, gdzie w 1905 r. otrzymał dyplom. Do 1908 r. pracował jako projektant u profesora Billiga w Karlsruhe. Następnie przeniósł się do Mannheim, gdzie prowadził prywatną praktykę. W 1918 r. powrócił do Poznania. 7 czerwca 1910 r. ożenił się z Marią Wiewiórkowską. Ich syn Janusz był również architektem, oraz publicystą i teoretykiem architektury.
Został pierwszym sekretarzem Koła Architektów przy Stowarzyszeniu Techników w Poznaniu. W 1921 r. został prezesem stowarzyszenia Techników Polskich w Poznaniu.
Był zaangażowany w działania narodowego ruchu robotniczego. Od 1921 r. był członkiem NPR, a w latach 1923–1925 prezesem Zarządu Wojewódzkiego NPR na Wielkopolskę. W 1923 r. został członkiem Rady Naczelnej. W czasie przewrotu majowego 1926 r. poparł Piłsudskiego i znalazł się w grupie, która utworzyła prorządowy odłam NPR-Lewica. Z ramienia NPR w latach 1921–1928 i 1932–1936 był członkiem rady miejskiej Poznania. Od 1922 r. był członkiem Rady Starostwa Krajowego.
W 1940 r. został aresztowany a następnie przesiedlony do Krakowa, gdzie zmarł 9 czerwca 1942 r. Pochowany na cmentarzu Rakowickim.

## Ordery i odznaczenia
- Złoty Krzyż Zasługi (13 lipca 1939)[5]

## Realizacje
- budynek Akademii Górniczo-Hutniczej w Krakowie[4],
- projekt Bazyliki św. Wincentego a Paulo w Bydgoszczy (1924),
- pomnik 15. Pułku Ułanów Poznańskich (cokół, 1927),
- projekt parku na Malcie w Poznaniu z Kopcem Wolności (częściowo zniszczony w 1940),
- przebudowa Pasażu Apollo w Poznaniu, w tym kompleksu kin Apollo i Metropolis,
- gimnazjum z internatem sióstr Urszulanek (al. Niepodległości) w Poznaniu,
- gmach Wyższej Szkoły Handlowej w Poznaniu,
- projekt obiektu przemysłowego firmy szwajcarskiej „Magi” (późniejsze Amino) przy ul. Głównej w Poznaniu[4],
- willa Arthura Bredschneidera w Poznaniu[6],
- budynek administracyjny Żeglugi Polskiej w Gdyni,
- kaplica przy Zakładzie św. Łazarza w Poznaniu,
- zespół budynków Poznańskiej Kolei Elektrycznej między ul. Słowackiego, Reja i Kochanowskiego[4]: Dom Tramwajarza i kamienica przy ul. Reja,
- kościoły w Jankowie Przygodzkim i Puszczykowie[4]
- Kościół św. Antoniego z Padwy w Chorzowie (1930–1934)[7]